# Anton Grum
Anton Grum, slovenski skladatelj, organist in zborovodja, * 8. april 1877, Lipoglav, † 8. april 1975, Dubrovnik.
Že njegov oče Anton se je kot pevec ukvarjal z glasbo, sin pa je tej usmeritvi sledil. Po opravljeni ljudski šoli je v Ljubljani nadaljeval izobraževanje in se potem  vpisal v orglarsko šolo, ki jo je takrat vodil znani glasbenik in skladatelj Anton Foerster. Po koncu šolanja in odsluženem vojnem roku v Pulju pri mornarici se je zaposlil kot uradnik na sodiščih najprej na Brdu, pa v Kranju in nazadnje znova v Ljubljani. V tem obdobju je po poroki z Gizelo Weiss osnoval družino. Rodili so se jima trije otroci: 1904 sin Leo (kasneje ekonomist in trgovec na Dunaju), leta 1909 sin Danijel (profesor glasbe in dirigent) in hči Avrelija leta 1911. Od leta 1910 dalje se je intenzivneje začel ukvarjati z glasbo, saj je kot orglar v šentjakobski cerkvi nasledil Leopolda Belarja in Frana Gerbiča. Po krajšem skoku v Dubrovnik in Zadar, kjer ni opustil orglarske dejavnosti, se je vrnil v Ljubljano in nadaljeval z orglanjem kot vojak tudi v času prve svetovne vojne. Po vojni je poučeval petje na ljubljanski realki in bil pevovodja v treh zborih. Usposobil se je tudi za uglaševanje orgel.
Slovenski slikar in sam (tudi) glasbenik Saša Šantel je naslikal njegov portret v okviru projekta upodobitve slovenskih glasbenikov. Danes portret hrani Narodna in univerzitetna knjižnica
V tridesetih letih se je kot vdovec zaradi zdravstvenih težav preselil v Dalmacijo, najprej v Ston in kasneje v Dubrovnik, kjer je našel svoj drugi dom. Tam je navezal tesne stike s slovenskim duhovnikom in skladateljem don Kosto Seljakom. Ko je po drugi svetovni vojni obiskoval Slovenijo, kamor se je rad vračal, je redno bival pri sestričnah v ljubljanskem Trnovem. Dočakal je visoko starost 98 let in je danes pokopan na dubrovniškem pokopališču ob samostanu Danče.
Grumov skladateljski opus je izredno bogat, saj obsega okoli 300 del. Večina njegovih del je namenjena vokalni izvedbi. Tako je med letoma 1905 in 1920 izdal kar štiri knjižice slovenskih narodnih pesmi. Med skladbami z nabožno vsebino se je lotil tako kantate kot tudi številnih maš, še največ jih je objavljal v Cerkvenem glasbeniku ali v njegovih prilogah. V tej reviji najdemo tudi njegove prispevke o glasbenem dogajanju v Dalmaciji, od koder se je oglašal v času, ko je tam bival.